# Mohammad Abtahi

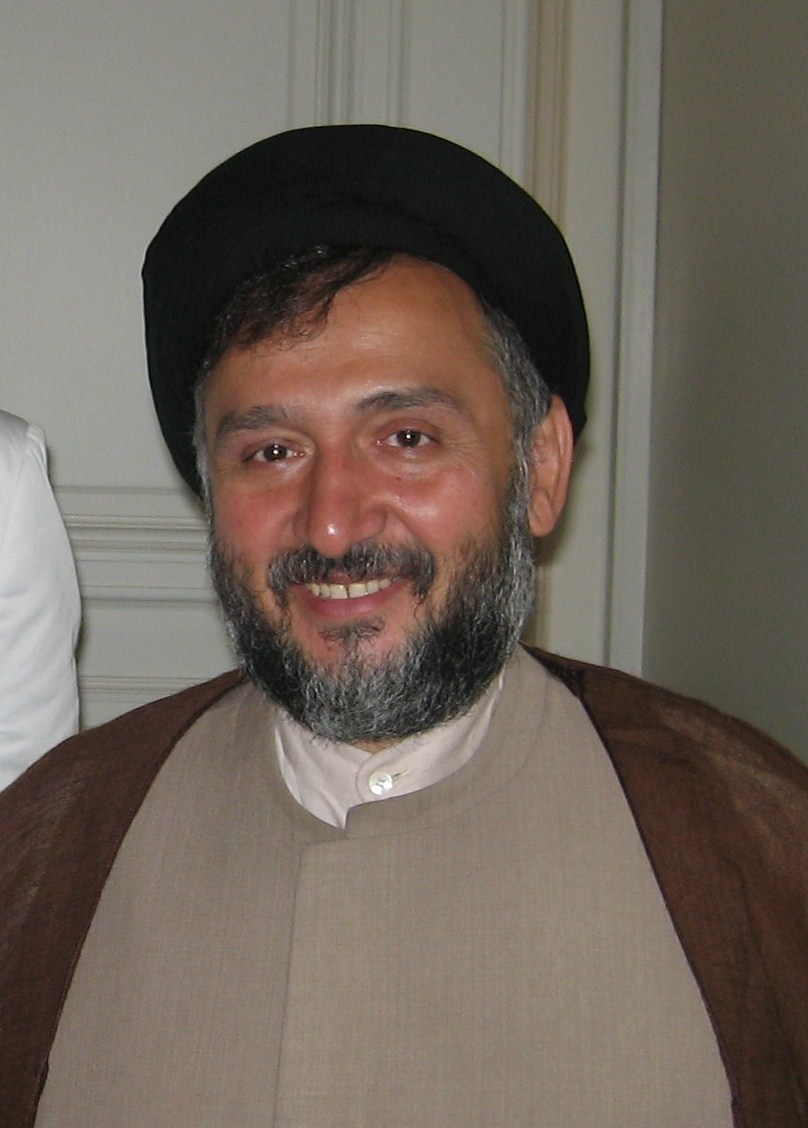
Mohammad Ali Abtahi.

Mohammad Ali Abtahi lyssna (fil)(persiska: محمدعلی ابطحی, fullständigt namn Hojjat ol-Eslam Seyyed Mohammad Ali Abtahi, född 27 januari 1958 i Mashhad är en iransk teolog och liberal politiker. Han var Irans vicepresident mellan 1997 och 2005. Abtahi tillhör samma politiska gruppering som reformpolitikerna Mohammad Khatami och Mehdi Karroubi. Han är son till den konservativa ayatollan Seyyed Hassan Abtahi.
Abtahi greps den 16 juni 2009, anklagad för att ha deltagit i protesterna efter presidentvalet tidigare samma år.